# Kosijev dom na Vogarju
Kosijev dom na Vogarju je horská chata nacházející se na Planině Vogar severovýchodně od Staré Fužiny a severně od Bohinjského jezera v Julských Alpách, ve Slovinsku. Stavení je ve vlastnictví slovinského horského spolku PZS.

## Historie
Chata byla původně přestavěna z bývalé pastýřské boudy v roce 1966 a renovována a rozšířena v letech 1976-1985.

## Přístup
- po silnici a  červené značce z autobusové zastávky Vogar Blato - ¾ hodiny
- po silnici a  červené značce a silnici z Planiny Blato - 1¼ hodiny
- po  červené značce ze Staré Fužiny - 2 hodiny
- po  červené značce od Planinske koči na Vojah - 2¼ hodiny
- po placené silnici autem ze Staré Fužiny - 10 km a posledních 20 minut pěšky po  červené značce

## Přechody
- po  červené značce na Planinsku koču na Vojah přes Hudičev most - 1½ hodiny.
- po  červené značce na Koču na Planini pri Jezeru (1453 m) přes Planinu Vodnični vrh - 1¾ hodiny.
- po  červené značce na Bregarjevo zavetišče - 2½ hodiny.
- po  červené značce na Planinsku koču na Uskovnici přes Hudičev most - 2½ hodiny.

## Výstupy
- na vyhlídku na Bohinjské jezero 3 minuty.
- po  červené značce na Vodični vrh (1621 m) 1¼
- po  červené značce na Pršivec (1761 m) 2½